# 1998 WV24
1998 WV24, também escrito como 1998 WV24, é um objeto transnetuniano (TNO) que está localizado no cinturão de Kuiper, uma região do Sistema Solar. Ele é classificado como um cubewano. O mesmo possui uma magnitude absoluta (H) de 7,4 e, tem um diâmetro com cerca de 110 km, por isso existem poucas chances que possa ser classificado como um planeta anão, devido ao seu tamanho relativamente pequeno. Este corpo celeste é um sistema binário, o outro componente, o S/2008 (1998 WV24) 1, possui um diâmetro estimado em cerca de 96 km.

## Descoberta
1998 WV24 foi descoberto no dia 18 de novembro de 1998 pelo astrônomo Marc W. Buie através do Observatório Nacional de Kitt Peak, que está localizado no Arizona, EUA.

## Órbita
A órbita de 1998 WV24 tem uma excentricidade de 0.038, possui um semieixo maior de 39.165 UA. O seu periélio leva o mesmo a uma distância de 37.675 UA em relação ao Sol e seu afélio a 40.656 UA.